# Jolti
Jolti (en rus: Жёлтый) és un poble (un possiólok) de l'óblast de Saràtov, a Rússia, segons el cens del 2010 no tenia cap habitant. Pertany al districte municipal de Mokroús.